# قطعنامه ۱۲۸۶ شورای امنیت
قطعنامه ۱۲۸۶ شورای امنیت سازمان ملل متحد که در تاریخ ۱۹ ژانویه ۲۰۰۰ تصویب شد، سندی بین‌المللی دربارهٔ بررسی وضعیت در بوروندی است. این قطعنامه طی نشست ۴۰۹۱ام با ۱۵ رای موافق، ۰ مخالف و ۰ ممتنع تصویب شد.